# Етрурски језик
Етрурски језик (расенски језик)  био је језик етрурске цивилизације у древној регији Етрурија (савремена Тоскана, западна Умбрија и Емилија-Ромања, Венето, Ломбардија и Кампања). Етрурски је утицао на латински, који га је на крају потпуно замијенио. Етрурци су оставили 13.000 до сада пронађених списа, од којих је само мали број значајнијег обима; неки су списи двојезични са текстовима и на латинском, грчком или феничанском језику; и са неколико десетина позајмљеница. Однос етрурског према другим језицима био је извор дугогодишњих спекулација и проучавања, с тим што се с времена на вријеме сматра или изолатом или припадником тирсенских језика или је у питању низ мање познатих теорија.
Међу лингвистима и етрусколозима постоји консензус да је етрурски био преиндоевропски и палеоевропски језик, такође и сродан ретском, којим се говорило на Алпима, и лемнском, који је потврђен на неколико списа са Лемноса.
Граматички, језик је аглутинат, с именицама и глаголима који показују суфиксне инфлекцијске завршетке и градацију самогласника. Именице показују пет падежа, бројеве у једнини и множини, са родном разликом између мушког и женског рода у замјеницама.
Етрурски је изгледа имао прекојезички заједнички фонолошки систем, са четири фонемска самогласника и очигледном контрастом између аспиративних и неаспиративних заустављања. Записи језика сугеришу да се фонетска промјена догодила временом, са губитком и поновним успостављањем самогласника унутар ријечи, вјероватно због ефекта етрурског почетног наглашавања ријечи.
Етрурска религија је утицала на религију Римљана, а многи од ријетких преживјелих артефаката на етрурском су од завјетног или религијског значаја. Писмо етрурског језика био је алфабет изведен из грчког алфабета; ово писмо било је извор латинице.